# Mastai

Lo stemma di Pio IX con le chiavi di San Pietro e lo stemma di famiglia

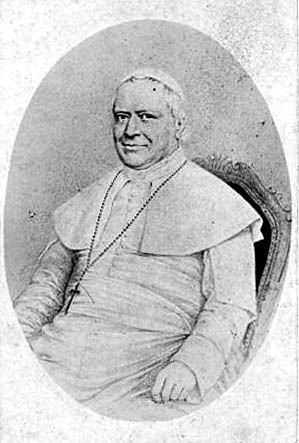
Papa Pio IX, il più noto esponente della famiglia Mastai-Ferretti, in una fotografia del 1865 circa.

La famiglia Mastai è una nobile famiglia marchigiana che si distingue per antichità, fecondità, longevità di vita, successo economico ma anche per santità, dal momento che molti suoi membri abbracciarono la vita monastica o sacerdotale fino a raggiungere il soglio pontificio nel XIX secolo, quando il cardinale Giovanni Maria Mastai Ferretti fu eletto papa Pio IX (1792-1878).

## Da Crema a Senigallia
La famiglia Mastai era originaria della Lombardia, probabilmente di Crema, anche se non mancano riferimenti a Brescia. A Crema infatti nacque nel 1520 Francesco Mastai, che vi risiedette fino al 1540, prima di trasferirsi a Venezia in seguito al matrimonio con una giovane veneziana di nome Santa, da cui ebbe due figli: Pompeo e Giovanni Maria (1557-1624). L'attività commerciale cui erano dediti spinse successivamente i Mastai, come molti altri imprenditori lombardi e veneti, a cercar fortuna nella Senigallia dei Della Rovere, dove l'antica e frequentata Fiera Franca (tanto celebre da diventare proverbiale in tutta Italia) esercitava una potente attrattiva su chiunque fosse coinvolto nella "mercatura" a qualsiasi titolo, dalla compravendita di merci al prestito di denaro.

## L'ascesa sociale: il primo Giovanni Maria
A Senigallia, Giovanni Maria Mastai sposò Caterina di Claudio Gariboldi, che gli portò in dote alcune terre e il quattrocentesco e imponente edificio nel centro della città, dove la famiglia prese dimora nel 1579 e che da allora assunse il nome di palazzo Mastai. L'intraprendenza mercantile dei fratelli Mastai, pur sotto la "paterna potestà" (da cui Giovanni Maria si emancipò nel 1587) e in società con Pasquino Augusti (altro lignaggio senigalliese in ascesa), procurò agiatezza all'intera famiglia e ai suoi discendenti (mentre il ramo di Pompeo si estinguerà nel giro di due generazioni, quello di Giovanni Maria sarà più longevo). I Mastai divennero in breve uno dei principali casati di Senigallia e delle Marche: nel giugno 1594 Giovanni Maria venne aggregato al Senato aristocratico della città (il consiglio comunale), in cui sedevano solamente i nobili, e negli anni successivi entrambi i fratelli Mastai assunsero importanti cariche pubbliche, come quelle di regolatore e di gonfaloniere.
Degli undici figli di Giovanni Maria e Caterina, cinque perirono in giovane età, Leonilde e Agnese entrarono in convento, Porzia e Camilla si maritarono con i Beliardi e i Fagnani, Andrea divenne arciprete del capitolo e protonotario apostolico, mentre Francesco fu il solo a continuare la discendenza. Nato nel 1588, anch'egli sedette più volte nel consiglio comunale, fu gonfaloniere della città (1654), svolse svariati incarichi pubblici, ma si dedicò soprattutto agli affari di famiglia con acquisti di case e terreni, prestiti, commerci, appalti e subappalti. Dei figli di Francesco Mastai e Benedetta Bruni, il primogenito Giovanni Battista seguì la carriera ecclesiastica, Agnese andò sposa ad Alessandro della nobile famiglia Mariotti di Fano e Giovanni Maria proseguì l'attività mercatale della famiglia.

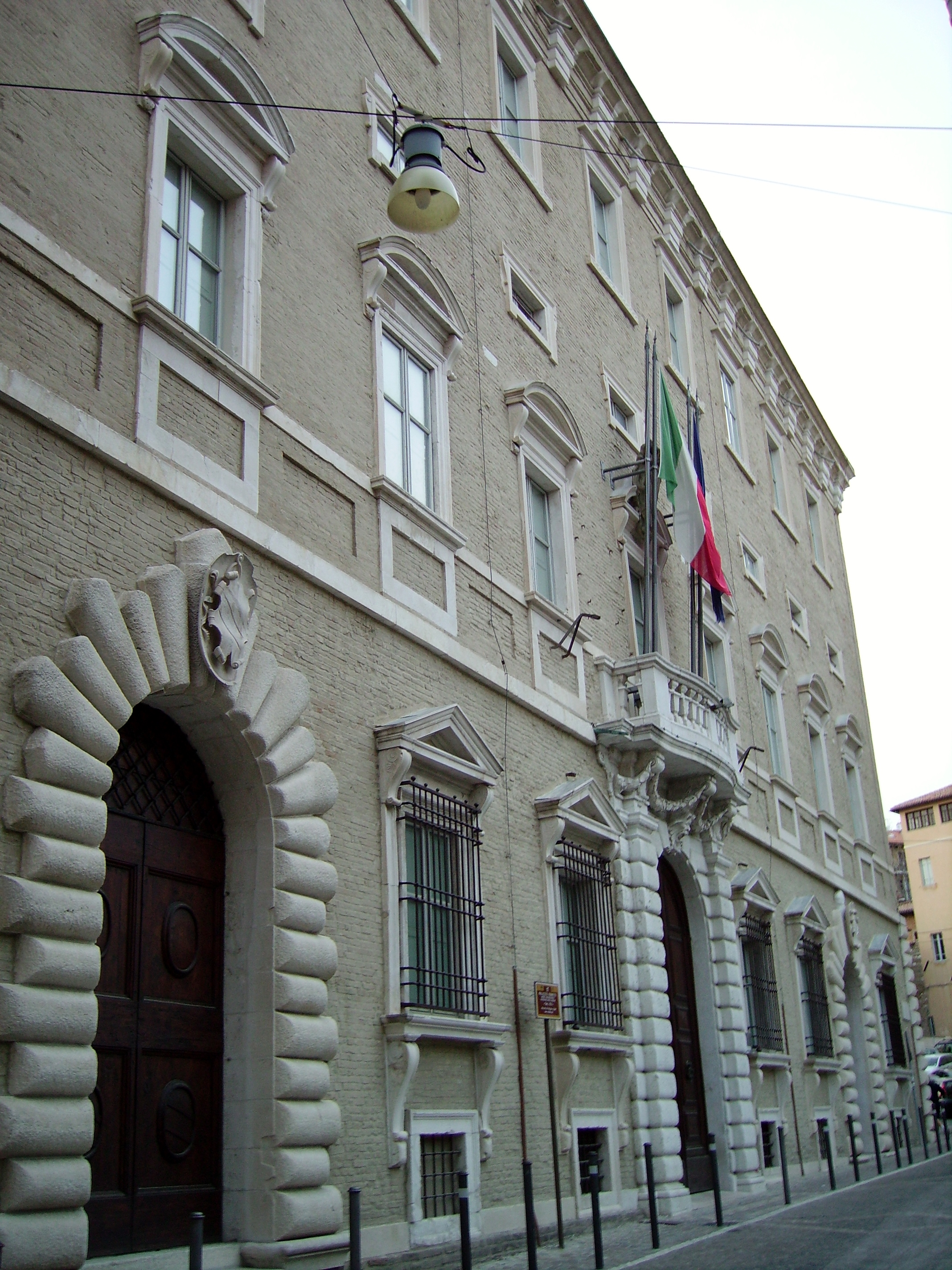
Palazzo Ferretti, cinquecentesca residenza di famiglia dei Ferretti ad Ancona, dal 1958 è la sede del Museo archeologico nazionale delle Marche.

## Il prestigio della nobiltà: il secondo Giovanni Maria
Anche il secondo Giovanni Maria Mastai (1625-1688) fu eletto, al pari dei suoi avi, nel consiglio comunale di Senigallia, tornata allora sotto il dominio diretto dello Stato Pontificio, e rivestì più volte la carica di gonfaloniere. Rimasto vedovo di Eleonora Benedetti, il 9 settembre 1653 sposò in seconde nozze la contessa Margherita Minerva Ferretti, di Ancona, apparentandosi così con una stirpe d'alto lignaggio. Sei anni dopo, alla morte del fratello Angelo (12 dicembre 1659), Margherita ne ereditò per i propri figli il palazzo in Ancona, i possedimenti in Castelferretti e il titolo comitale. Da allora, in base alle clausole testamentarie, i suoi discendenti si chiamarono "conti Mastai Ferretti" e lo stemma del casato incluse gli emblemi delle rispettive famiglie. Dei figli di Giovanni Maria e di Margherita, il primogenito Francesco Filippo (1647-1688) seguì la carriera ecclesiastica, divenendo consultore del Sant'Uffizio, Benedetta andò sposa al nobile Forestieri di Fano, mentre le attività e le fortune economiche della famiglia furono gestite in comune dagli altri due figli: Antonio Maria Andrea (1656-1732) e Gerolamo (1659-1713).
Il primo, comunemente conosciuto come "abate Andrea", rimase celibe e si assunse il compito del capofamiglia, vivendo in accordo con il fratello Gerolamo nel palazzo avito, che si preoccupò di decorare e abbellire per renderlo più consono all'accresciuta ricchezza e al prestigio nobiliare dei Mastai Ferretti. A tale scopo si affidò al pittore senigalliese Giovanni Anastasi che, sul finire del Seicento, nel vetusto palazzo dipinse tele bibliche, pareti e cassapanche. Gerolamo s'impegnò invece nell'ambito pubblico, rivestendo più e più volte la carica di gonfaloniere e, sposatosi con Felicita Maria dei Rossi di Moltalboddo, diede al casato ben diciannove figli. Fra i sopravvissuti, cinque femmine e un maschio presero i voti monastici, gli altri cadetti furono avviati alla carriera ecclesiastica e la discendenza fu assicurata dal primogenito Giovanni Maria (1687-1760), il terzo della famiglia a portare quel nome.

## Le Cronache Mastai: il terzo Giovanni Maria
Nato nel 1687 e battezzato come Antonio Maria, l'anno successivo gli venne mutato nome in Giovanni Maria per rinnovare quello del nonno, morto appunto nel 1688. Il padre e lo zio lo inviarono giovanetto alla corte del duca di Parma Francesco Farnese, dove prestò servizio per sei anni in qualità di paggio ottenendo nel 1705 il diploma comitale (ambito dalla famiglia per poter rivaleggiare con i parenti Ferretti) e il titolo di gentiluomo di camera. L'accresciuto prestigio nobiliare gli impose un matrimonio d'eccellenza: Giovanni Maria impalmò così Maria Isabella, figlia di Ercole Maria Ercolani marchese di Fornovo e Rocca Lanzona (nel ducato farnesiano di Parma e Piacenza), che gli angustiò la vita con le sue ricorrenti crisi psichiche e morì nel 1738 dopo avergli dato sei figli. Giovanni Maria, rimasto vedovo, si fece chierico di prima tonsura, rifiutò ogni incarico pubblico e si dedicò a tramandare la storia locale facendo copiare manoscritti (come il Libro d'oro della Città di Senigaglia dello storico ed erudito locale Giuseppe Tiraboschi, corrispondente epistolare del Muratori) e scrivendo cronache lui stesso, come l'Indice o sia Catalogo di tutti li Consiglieri che sono stati Aggregati nel Consiglio di Senigaglia cominciando dal anno 1520 e in particolare le cosiddette Cronache Mastai (5 volumi manoscritti sulla vita di Senigallia dal 1707 al 1778, i primi tre redatti da Giovanni Maria e gli altri dal figlio Ercole e da un terzo membro di casa Mastai Ferretti).
Dei suoi figli, fattasi suora Margherita, sposatesi Maria Benedetta con Guido Consalvi di Macerata e Anna Maria Tommasa con Francesco Boni, entrambi nobili, la discendenza fu assicurata da Ercole (1727-1818), che prese in moglie Caterina Guglielmi Balleani, nobile di Jesi, avendone nove figli. Come da consuetudine, i figli cadetti presero la via ecclesiastica: Andrea (17..-1822) divenne vescovo di Pesaro nel 1806, Gabriele fu canonico a Senigallia e Paolino canonico in Santa Maria Maggiore a Roma. Il primogenito Gerolamo (1750-1833) sposò nel 1780 Caterina Solazzi, venne eletto varie volte alla carica di gonfaloniere e fu membro del R. Cesareo Magistrato. L'ultimo dei suoi nove figli, Giovanni Maria, divenne papa con il nome di Pio IX. Gerolamo e Caterina sono sepolti nella cappella gentilizia Mastai Augusti–Arsilli nella chiesa della Maddalena in Senigallia.

## Habemus papam: il quarto Giovanni Maria
Nel 1792, anno di nascita del quarto Giovanni Maria, la famiglia Mastai era giudicata «abbastanza nobile e agiata per que' paesi». Così ne sintetizzava la storia il democratico Ferdinando Petruccelli della Gattina nel 1861:
L'ascesa sociale, come s'è visto, non si era fermata, ma l'acme della fama, il massimo della distinzione, il trionfo pubblico per non dire universale, non venne ai Mastai-Ferretti dai gradi nobiliari o dalle fortune economiche, bensì da quella carriera ecclesiastica riservata ai cadetti di famiglia. Anche in questo settore molti Mastai avevano già ottenuto titoli e riconoscimenti, tant'è che il quarto Giovanni Maria (1792-1878) poteva contare ben tre zii "monsignori", compreso il vescovo di Pesaro. Ordinato sacerdote nel 1819, nel 1827 divenne arcivescovo di Spoleto, cui aggiunse nel 1832 il titolo di vescovo di Imola e nel 1840 la porpora cardinalizia. Il conclave del 1846 lo acclamò papa con il nome di Pio IX e il suo pontificato (1846-1878) fu tra i più lunghi nella storia della Chiesa cattolica.
Le accennate tendenze "progressiste" non vennero meno nella famiglia dei conti Mastai-Ferretti anche nel XIX secolo. Lo stesso Pio IX, pur nel giudizio controverso sulla sua figura, è stato spesso indicato come un papa "liberale" e Carlo Belviglieri, in un saggio del 1867, ricorda che la famiglia Mastai aveva fama in Romagna di essere liberale e che il fratello di Pio IX era stato costretto all'esilio dallo Stato pontificio nel 1831.
Il 3 settembre 2000 Giovanni Maria Mastai-Ferretti è stato proclamato beato da papa Giovanni Paolo II. Senigallia ne custodisce la memoria con il centro di Cultura di Spiritualità in Palazzo Mastai Ferretti (dove sono anche allestiti una biblioteca di oltre trentamila volumi e il Museo Pio IX) e con l'Opera Pia Mastai Ferretti, che ospita circa 200 anziani.

## Albero genealogico
1. Francesco Mastai (Crema 1520), sposa (1540 ca.) la veneziana Santa da cui ha:
  1. Pompeo Mastai
  2. Giovanni Maria Mastai (Venezia 1557 - Senigallia 1624), sposa (1579 ca.) Caterina Gariboldi da cui ha:
    1. Leonilde Mastai
    2. Agnese Mastai
    3. Porzia Mastai, maritata Beliardi
    4. Camilla Mastai, maritata Fagnani
    5. Andrea Mastai, arciprete
    6. Francesco Mastai (Senigallia 1588), sposa Benedetta Bruni da cui ha:
      1. Giovanni Battista Mastai, ecclesiastico
      2. Agnese Mastai, maritata con Alessandro Mariotti
      3. Giovanni Maria Mastai (Senigallia 1625-1688), sposa in prime nozze Eleonora Benedetti e in seconde nozze (9 settembre 1653) la contessa Margherita Minerva Ferretti (20 luglio 1626 - ), dalle quali ha:
        1. Francesco Filippo Mastai (Senigallia 1647-1688), ecclesiastico
        2. Benedetta Mastai, maritata Forestieri
        3. Antonio Maria Andrea Mastai-Ferretti (Senigallia 1656-1732), detto abate Andrea
        4. conte Gerolamo Mastai-Ferretti (Senigallia 1659-1713), sposa Felicita Maria Rossi di Moltalboddo da cui ha:
          1. conte (Antonio) Giovanni Maria Mastai-Ferretti (Senigallia 1687-1760), sposa la marchesa Maria Isabella Ercolani da cui ha:
            1. Margherita Mastai-Ferretti
            2. Maria Benedetta Mastai-Ferretti, maritata con Guido Consalvi
            3. Anna Maria Tommasa Mastai-Ferretti, maritata con Francesco Boni
            4. conte Ercole Mastai-Ferretti (Senigallia 1727-1818), sposa Caterina Guglielmi Ballerani da cui ha:
              1. conte Gerolamo Mastai-Ferretti (Senigallia 1750-1833), sposa (1780) Caterina Solazzi da cui ha:
                1. conte Gabriele Mastai-Ferretti, sposa la contessa Virginia Augusti, da cui ha:
                  1. conte Luigi Mastai-Ferretti, da cui ha:
                    1. Cristina Mastai-Ferretti, maritata ai Bellegarde de Saint Lary

                2. Gaetano Mastai-Ferretti
                3. Giuseppe Mastai-Ferretti
                4. Mastai-Ferretti, maritata ai Giraldi Della Rovere
                5. Giovanni Maria Mastai-Ferretti (Senigallia 13 maggio 1792 – Roma 7 febbraio 1878), papa Pio IX

              2. Andrea Mastai-Ferretti (Senigallia 17.. - Pesaro 1822), vescovo di Pesaro dal 1806
              3. Angelo Gabriele Mastai-Ferretti, canonico
              4. Paolino Mastai-Ferretti, canonico in Santa Maria Maggiore a Roma